# Língua xindonga
O xindonga (ndonga) é uma língua bantu falada em áreas de Angola e da Namíbia. Estima-se que cerca de 700 mil pessoas falam xindonga. Juntamente com o bastante similar cuanhama (kwanyama), forma o grupo linguístico conhecido por ovambo (oshiwambo).